# Norddeutsche Bundesmarine
Norddeutsche Bundesmarine (česky Severoněmecké spolkové námořnictvo, známé též jako Námořnictvo severoněmeckého spolku) bylo válečné loďstvo Severoněmeckého spolku vzniklé na základě Pruského námořnictva v roce 1867. V roce 1871 bylo nahrazeno Kaiserliche Marine Německého císařství.